# لیگ برتر فوتبال مالت
 لیگ برتر فوتبال مالت 
(به مالتی: Premier League Malti) معتبرترین لیگ فوتبال در کشور مالت است که از سال ۱۹۰۹ تاکنون برگزار می‌شود. این لیگ از ۱۲ تیم که از سراسر کشور مالت در آن شرکت می‌کنند برگزار می‌شود.
باشگاه فوتبال اسلیما واندررز با ۲۶ قهرمانی پرافتخارترین تیم این سری مسابقات به حساب می‌آید.

## پرافتخارترین باشگاه‌ها
| باشگاه           | قهرمانی |
| ---------------- | ------- |
| اسلیما واندررز   | ۲۶      |
| فلوریانا         | ۲۵      |
| والتا            | ۲۰      |
| هیبرنیانس        | ۱۰      |
| هامرون اسپارتانس | ۷       |